# Нундины
Нундины (лат. Nundinae, от novem — девятый, dies — день) — рыночные дни в древнем Риме. Ограничивали циклы в 8 дней, на которые была поделена большая часть года, дни которых отмечались буквами от A до H. В нундины крестьяне посещали город для торговли на рынках, а народные трибуны должны были проводить свои дела.